# Santa Cecília (Sao Tomé-et-Principe)
Pour les articles homonymes, voir Santa Cecilia.
Santa Cecilia est une localité de Sao Tomé-et-Principe située à l'est de l'île de São Tomé, dans le district de Cantagalo. C'est une ancienne roça.

## Population
Lors du recensement de 2012, 164 habitants y ont été dénombrés.

## Roça
Ancienne dépendance de la roça Colónia Açoreana, elle est dotée d'un hôpital, toujours visible.